# Wedevågs IF
Wedevågs IF är en idrottsförening i Vedevåg som grundades 1909. 
Föreningen har tre idrottsråd, skidor, friidrott samt fotboll med sammanlagt cirka 300 medlemmar. 
Under 1940-talet var Wedevågs IF den dominerande klubben i distriktet, både sommar och vintertid, främst företrätt av löpningens Åke 'Durken' Durkfeldt och skidornas Allan 'Wedevågarn' Andersson. Föreningen har bedrivit många idrotter: fotboll, ishockey, simning, bandy, friidrott, skidor, bordtennis, gång, orientering och skridsko.